# France université numérique
Pour les articles homonymes, voir FUN.
 (juillet 2023).
 (juillet 2023).
Les informations dans cet article sont mal organisées, redondantes, ou il existe des sections bien trop longues. Structurez-le ou soumettez des propositions en page de discussion.
Avec le temps, il arrive que le contenu présent dans un article devienne désordonné. Il est souvent nécessaire de réorganiser l'article de fond en comble.
- Il faut tout d’abord répartir le contenu de l'article en plusieurs sections. Les informations doivent ensuite être exposées clairement et le plus synthétiquement possible, regroupées par sujet afin d'éviter les doublons. Quelqu'un cherchant une information précise doit pouvoir la trouver rapidement en lisant la section appropriée.
- À l'intérieur de chaque section, le texte, souvent initialement sous la forme de phrases éparses, doit être regroupé dans des paragraphes de quelques lignes, en assurant un enchaînement logique et une cohérence entre les phrases.
- Lorsque l'article ou l'une de ses sections développe trop longuement un point qui n'est pas dans le cœur du sujet traité, il convient de faire une synthèse et de transférer l'ancien contenu dans des articles plus appropriés (en cas de transfert, il faut impérativement respecter la procédure Aide:Scission).

Si vous pensez que ces points ont été résolus, vous pouvez retirer ce bandeau et améliorer le plan d'un autre article.
France université numérique (FUN) est, à l'origine, un projet visant à promouvoir l'utilisation des cours en ligne ouverts et massifs (désigné en anglais par MOOC, massive open online course).
Techniquement, la plateforme est supportée par le logiciel open source américain open edX fourni par un des géants du secteur qu'est l'américain edX, un consortium fondée par le Massachusetts Institute of Technology (MIT) et par l'université Harvard en mai 2012 en partenariat, à l'époque, avec Google. Les contenus audiovisuels sont, eux, hébergés sur les serveurs d'OVH. Entre octobre 2016 et janvier 2020, l’hébergement était assuré par Cloudwatt.
France université numérique reste toutefois totalement indépendante des sites web de ces derniers,,.

## Genèse du projet
En France, la volonté gouvernementale de développer les cours en ligne dès 2012 a conduit à la mise en place du projet France université numérique afin de développer une offre de contenu aussi bien pour la formation initiale que continue. Partant du constat que l'offre d'éducation en ligne était en fort développement et un enjeu d'éducation majeur des prochaines années, et dans le même temps que seulement 3 % des universités françaises proposaient des cours en ligne, le gouvernement français décide de rattraper son retard sur les États-Unis. Ces derniers à travers le Massachusetts Institute of Technology (MIT), Harvard et Stanford ont déjà investi des millions de dollars dans ce secteur, trois millions d'étudiants américains pouvant ainsi suivre des cours en ligne.
À la suite de la loi du 22 juillet 2013 relative à l’enseignement supérieur et à la recherche, le ministère de l'Enseignement supérieur et de la Recherche ouvre le 2 octobre 2013 la plateforme France université numérique (FUN). Lors de son lancement, la plateforme est dotée par le gouvernement d'un budget de huit millions d'euros,. À sa création, trois acteurs sont impliqués. Tout d'abord l’INRIA pour le déploiement de la plateforme, puis le CINES qui assure la conception, l'administration et l’hébergement de l'infrastructure informatique, et enfin RENATER qui fournit l'infrastructure réseau,.
Cette plateforme est destinée à rendre accessibles sur Internet des cours donnés par des enseignants des universités et écoles françaises. Les cours sont très majoritairement présentés en langue française. Elle contribue ainsi à la visibilité des universités françaises sur la scène internationale et valorise l’image et la qualité des enseignements français. FUN permet aussi de capter une audience francophone dans le monde. De fait, au regard du nombre de cours en français, la plateforme FUN-MOOC est la première plateforme francophone académique mondiale.
Cette plateforme obtient le prix de la performance publique remis le 4 décembre 2013.
L'ouverture des inscriptions aux premiers MOOC identifiés se fait à partir du 28 octobre 2013 et le début des cours à partir de janvier 2014.
Au 4 décembre 2013, soit cinq semaines après le début des inscriptions, on dénombre 59 000 personnes inscrites à un cours dont 9 413 pour le plus prisé dispensé par le CNAM intitulé Du manager au leader. Début 2014, peu avant le démarrage des premiers cours, 88 000 inscriptions sont annoncées au 10 janvier. En mars 2014, la plateforme annonce que 200 000 personnes se sont inscrites à l'un des 25 cours proposés, l'objectif étant d'en proposer 55 d'ici l'été 2014,.

## Principe
Le principe est de suivre par Internet un cours dispensé par un ou plusieurs professeurs et agrémenté de différents supports de cours, l'apprenant peut à sa guise piocher les cours qui l'intéressent et avancer à son rythme. Le cours est tout de même cadencé à un rythme hebdomadaire et validé par étape à travers des quiz et autres types d'exercices . Un quiz final permet d'obtenir une « attestation de réussite » et de juger l'assimilation du cours. De plus, un forum permet aux apprenants d'échanger entre eux et avec l'équipe pédagogique.
Depuis avril 2016, FUN a déployé un système de certification en ligne permettant aux équipes pédagogiques de proposer pour leurs MOOC un examen surveillé a distance. Ce service est aujourd’hui assuré par la société néerlandaise Proctor Exam qui mène depuis plus de 2 ans un travail collaboratif sur le plan technique et législatif avec 9 partenaires universitaires européens. Ce travail a pour objectif de définir un cadre d’application transparent pour la gestion des données relatives à la télésurveillance d’examens.
FUN a créé un MOOC qui s'intitule "Bienvenue sur FUN" expliquant le fonctionnement de la plate-forme et présentant l'ensemble des exercices qu'un apprenant peut rencontrer.

## Le réseau des établissements
Dès septembre 2013, l’ambition a été de créer un réseau autour du projet, d’identifier les relais dans les établissements, de tisser des relations avec cette communauté à travers des séminaires, des sessions de formation, des échanges de bonnes pratiques, le partage de documents via un espace collaboratif (guide méthodologique, modes opératoires, fiches de procédures, fiche de bonnes pratiques, charte qualité, documents liés aux enjeux juridiques …).  
Aujourd’hui l'équipe FUN entretient des relations étroites avec 290 référents et correspondants dans près de 230 établissements, auquel s’ajoute un réseau grandissant de plus de 5000 concepteurs de MOOC. Parmi les établissements d'enseignement supérieur qui proposent les cours, on trouve le CNAM, l'Institut Mines Télécom, HESAM Université, l'INRIA, l’université Paris-Saclay, l'université Paris Sciences Lettres, le Groupe INSA, Polytechnique, l'ENS de Lyon, Centrale Supélec, Grenoble INP, Université de Bordeaux, l'Université Fédérale de Toulouse....
Au fil du temps, des événements participatifs ont contribué à renforcer cette communauté. Ainsi deux MOOCAMP sont organisés en 2014, le premier à Paris, le second simultanément dans 7 villes. Ces MOOCAMP ont réuni plus de 700 participants, des étudiants, des enseignants, des experts et des passionnés de l’enseignement, qui ont travaillé en équipes pour scénariser des projets de MOOC.
En 2015, l'équipe FUN organise un évènement technique, un hackathon Open edX, simultanément sur 8 sites français. L’objectif étant de réunir des développeurs et des designers pour susciter le développement participatif et l'innovation autour de la technologie Open edX.
Chaque année, un séminaire est organisé qui rassemble les concepteurs de MOOC autour des thématiques du moment afin de favoriser les échanges et le partage d'expériences.

## Cours et thèmes proposés
En décembre 2021, la plateforme FUN MOOC a proposé plus de 700 cours en ligne notamment dans les domaines des sciences (numérique et technologie, physique, chimie, informatique, mathématiques...), de la santé et de l'éducation, de l'environnement, de l'entreprenariat, du management et du droit. On retrouve également des cours dans les domaines de l'agronomie et de l'agriculture, du design, des langues, de la communication, de la littérature et de la philosophie.
La grande majorité des cours sont en langue française mais environ 10 % des cours sont en langue anglaise.

## Structuration des MOOC
On constate depuis 2016 une évolution du catalogue avec la création de deux concepts : les Collections et les Parcours.
Les Collections sont des MOOC qui traitent d’une même thématique en mettant en exergue plusieurs aspects de cette thématique. Dans une collection, on peut s’inscrire à chaque MOOC de manière indifférenciée. Ainsi, la Collection eFan, traite de la problématique « Enseigner et former avec le numérique » et compte, début 2017, six MOOC. Lauréat du projet PIA3, FUN a coordonné avec un ensemble d’acteurs du monde de l’enseignement supérieur le projet MOOC Folio, qui a pour vocation de produire des MOOC permettant d’aider les lycéens à construire leur projet d’orientation dans le supérieur. L’ensemble de ces MOOC associé à des MOOC plus anciens sur la plateforme ont donné naissance à la collection « Orientation » qui condense un ensemble de MOOC fournissant des informations aux lycéens sur l’écosystème universitaire.  
Un Parcours, quant à lui est une succession de MOOC qu’il faut suivre dans l’ordre pour progresser sur un même sujet. Un exemple de parcours porte sur la fabrication numérique : de l’idée au prototype en trois MOOC.

## Évolutions

### Évolution de la gestion de la plateforme FUN MOOC
La plateforme étant gérée directement par le ministère de l'Enseignement supérieur et de la Recherche dans sa phase de démarrage, le ministère lance un appel à manifestation d’intérêt à la mi-2014 pour qu'une université ou école reprenne cette gestion sur le long terme. Quatre groupements d'université ont indiqué leur intérêt, le choix final devant se faire en novembre 2014 .
La plateforme FUN prend un nouvel essor avec la création, en septembre 2015, du GIP (groupement d’intérêt public) FUN-MOOC qui reprend les objectifs impulsés par le ministère et en développe de nouveaux. Le GIP FUN-MOOC est désormais co-financé par le ministère et par ses établissements membres et partenaires.
En janvier 2018, le GIP FUN-MOOC compte 35 membres :  16 ComUE, 11 universités, l’Institut Mines Telecom, Agreenium, l’ADEME, le CNFPT, la CCI Paris Ile de France, l’INRIA, l'ENSAM, l'INSTN et le CNED.

### Fréquentation
En septembre 2014, la plateforme comptait 300 000 personnes inscrites pour trente-six cours proposés par seize établissements. Le ministère débloque alors huit millions d'euros supplémentaires de budget.
Au bout d'un an, en novembre 2014, la plateforme revendique 400 000 inscrits et propose cinquante-trois cours en ligne. La Secrétaire d’État chargée de l’Enseignement supérieur et de la Recherche Geneviève Fioraso rappelle à cette occasion que l’investissement représente vingt millions d’euros de la part de l’État, dont douze au titre du Programme d’investissements d’avenir et huit sur le budget du ministère de l’Éducation nationale.
En février 2017, c'est 959 235 personnes qui étaient inscrites sur FUN-MOOC  pour un total de 2 784 148 inscriptions aux cours.
En janvier 2019, la plateforme FUN MOOC comptait 1 643 588 inscrits. 51% des inscrits sont des femmes pour 49 % d'hommes. De plus, 70 % des inscrits ont entre 25 et 55 ans. 63 % sont en activité, les autres étant retraités (13 %), chômeurs (11 %) ou étudiants (9 %)   . Les apprenants inscrits sont présents sur l'ensemble des continents, avec une prédominance sur l'Europe (73 %) et 19 % sur le continent africain (ce dernier chiffre est en augmentation régulière chaque année depuis trois ans).

### Lancement de nouvelles plateformes
En 2016, deux nouvelles plateformes spécifiquement réservées à la diffusion de SPOC sont déployées avec des usages et des objectifs différents. FUN Campus, destinée aux établissements d’enseignement supérieur, est implémentée pour permettre aux enseignants de déployer des cours en ligne dans le cadre d'un cursus et d’intégrer ces SPOC dans leurs pratiques pédagogiques. FUN Corporate permet aux membres et partenaires de FUN de diffuser des cours en ligne, à la demande d’une entreprise, d’un OPCA ou d’un autre acteur du monde socio-économique. 
Toujours en 2016 propose un service de déploiement de plateformes en marque blanche. Ce service est destiné à des structures publiques ou privées, des associations d’intérêt général, voire des États souverains, qui souhaitent déployer une stratégie éditoriale ambitieuse de publication de MOOC et/ou SPOC. Par exemple, dans le cadre du Plan Bâtiment durable lancé par le Ministère du Logement, FUN a déployé en marque blanche la plateforme MOOC bâtiment durable, gérée par l’Ademe. Ce projet vise à faire monter en compétences les professionnels du logement sur les sujets de transition énergétique.

### Ouverture d'une filiale pour la formation professionnelle
Le 1er janvier 2018, Le GIP FUN-MOOC lance « FUN Partenaires », sa filiale pour renforcer les partenariats et soutenir le développement de la formation professionnelle. Cette filiale s’appuie elle aussi sur le socle open edX et permet aux partenaires de bénéficier des services d’accompagnement technico-fonctionnels de l’équipe FUN. Dans le cadre de la formation professionnelle continue, France Université Numérique a déployé la plateforme FUN Corporate afin de proposer une offre de formation pour les actifs, pour les entreprises, et tous les acteurs de la formation et de l’emploi. Cette nouvelle plateforme accompagne les mutations en matière d’utilisation des MOOC, de plus en plus tournés vers la formation professionnelle. En 2021, la décision est prise de dissoudre la société FUN Partenaires. Au 1er janvier 2022, ses activités sont transférées au Groupement d'Intérêt Public France Université Numérique.

## Les partenariats internationaux
France Université Numérique a développé des partenariats à l’international.  

### Maroc Université Numérique
Le 15 juillet 2016 un partenariat est signé entre FUN et le Ministère de l’Éducation Nationale, de la Formation professionnelle, de l’Enseignement supérieur et de la Recherche scientifique marocain. En novembre 2017, le projet a pris de l’ampleur avec la d’un accord intergouvernemental entre la France et le Maroc précisant le développement de la plateforme baptisée « Maroc Université Numérique » (MUN) en marque blanche, opérée par FUN.Cette plateforme de diffusion de MOOC, a pour principal objectif de permettre aux universités marocaines de créer et de diffuser des cours en ligne ouverts et massifs au profit des étudiants marocains. Le lancement officiel de la plateforme “Maroc Université Numérique” (MUN) a eu lieu en juin 2019.

### European MOOC consortium
En 2017 est créé un consortium entre les différentes plateformes européennes (FutureLearn au Royaume-Uni ; MiriadaX en Espagne ; eduOpen en Italie ; OPenupEd et FUN) pour renforcer leur coopération. European MOOC consortium agit pour que l'usage des MOOC soit renforcé au sein des universités, pour qu’ils soient reconnus comme des outils efficients de formation professionnelle et pour proposer des contenus dans différentes langues. Le 30 avril 2019, à l’occasion du Sommet EADTU-UE 2019 à Bruxelles, l’EMC a lancé un cadre commun de micro-accréditation (CMF) afin de créer des dispositifs transférables pour la formation tout au long de la vie. L’ambition est de jeter les bases d’un nouveau dispositif d’accréditation international, permettant aux universités de répondre aux besoins de formation tout au long de la vie.

### FUN et la Côte d’Ivoire
Un partenariat a été signé entre l’Université Virtuelle de Côte d’Ivoire  (UVCI), France Université Numérique (FUN) et l’Agence universitaire de la Francophonie (AUF)   pour développer l’offre de MOOC ivoirienne et disposer d’une plateforme pour en gérer la diffusion en toute autonomie. FUN a formé une équipe de l’UVCI pour la rendre autonome dans la gestion de sa plateforme.

## Modèle économique
L'inscription est gratuite et l'accès aux cours également, la plateforme étant financée par un budget gouvernemental à l'occasion de son lancement, puis par ses adhérents à partir de septembre 2015. Seule la certification, lorsqu'elle est proposée pour un MOOC, est payante. Se pose alors la question de la valeur des attestations et des certifications sur le marché du travail et leur reconnaissance par les employeurs. Progressivement, on sent une évolution du monde du recrutement qui se sensibilise aux nouvelles formes d’apprentissage à distance.
En janvier 2014, un appel à projet CréaMOOC financé à hauteur de trois millions d'euros est lancé pour permettre le financement d'atelier de création de MOOC au sein des universités (matériel vidéo, studio d'enregistrement par exemple). Un fonds d’investissement de cinq millions d'euros est quant à lui alloué pour créer des MOOC à destination de la formation professionnelle (formation continue).
La formation professionnelle est une possibilité majeure de financement des MOOC, ainsi sur 32 milliards d'euros dépensés annuellement en formation par les entreprises, les universités françaises ne récupèrent que 4 %. Dans cet esprit, le GIP FUN-MOOC a noué un partenariat avec OPCALIM (l’OPCA des industries alimentaires) pour concevoir des MOOC répondant aux besoins de formations des salariés des entreprises adhérentes à l’OPCA. En 2017, FUN noue un second partenariat avec 5 OPCA pour développer un cours en ligne à destination des dirigeants et salariés des TPE-PME afin qu'ils développent des compétences numériques. Un SPOC est réalisé par Le Cnam et l'Université Jean Moulin Lyon 3 et est diffusé à trois reprises entre fin 2017 et premier semestre 2018. Le 19 février 2018, le GIP FUN MOOC signe un partenariat avec la House of Training et l’Institut Supérieur de l’Economie du Luxembourg pour développer la formation professionnelle continue en ligne au Luxembourg. Ce partenariat permettra de déployer une plateforme de MOOC en marque blanche avec une centaine de formations accessibles dès le départ.
Un des buts d'une telle plateforme est également de revaloriser l'image et la qualité des enseignements français (aux dépens de technologies françaises, l'ensemble des fournisseurs étant américains) notamment auprès du public d'étudiants francophones dans le monde afin d'attirer ce public en France plutôt que dans les pays anglo-saxons.

## Les traitements de données
L’usage des MOOC génère des traitements de données à caractère personnel, soumis au respect du règlement général sur la protection des données européen (RGPD) et à certaines de ses dispositions spécifiques, telles que la responsabilité conjointe.
Le développement de ce mode d’apprentissage, non seulement dans sa logique initiale d’auto-formation mais désormais dans le cadre d’une formation pédagogique institutionnalisée, auprès des étudiants ou enseignants d’universités, implique un suivi des traces d’apprentissage. Les « learning analytics » font ainsi partie des thématiques de recherches expérimentales  qui bénéficient des données d’usage de la plateforme FUN MOOC, mises à disposition des laboratoires de recherche scientifique,.
Le Laboratoire d’innovation numérique de la CNIL (LINC) identifie dès 2017 la génération de données fines et les différents usages qui peuvent en être faits. La Direction générale de la sécurité intérieure (DGSI), quant à elle, y voit un « potentiel vecteur d’ingérence » de la part d'organismes étrangers, et recommande la mise en ligne des cours sur des plateformes françaises (telles que FUN) ou, à défaut, européennes.
FUN MOOC a diffusé différents cours contribuant à la sensibilisation du plan grand nombre sur la protection de la vie privée (cours du Cnam ,, de l’INC ou de l’Inria) et est représenté dans le réseau des délégués à la protection des données (DPO) de l'enseignement supérieur, SupDPO, reconnu tête de réseau par la CNIL.